# Czech Indoor Open 2001
Il Czech Indoor Open 2001 è stato un torneo di tennis facente parte della categoria ATP Challenger Series nell'ambito dell'ATP Challenger Series 2001. Il torneo si è giocato a Praga in Repubblica Ceca dal 19 al 25 novembre 2001 su campi in sintetico indoor.

## Vincitori

### Singolare
Ota Fukárek ha battuto in finale  Cristiano Caratti con il punteggio di 6–3, 6–3

### Doppio
Lukáš Dlouhý /  David Miketa hanno battuto in finale  Karol Beck /  Igor Zelenay con il punteggio di 6–1, 4–6, 6–3